# Las truchas
Pour plus de détails, voir Fiche technique et Distribution.
Las truchas est un film espagnol réalisé par José Luis García Sánchez, sorti en 1978.

## Synopsis
Lors du diner annuel d'un club de pêche, les convives mangent de la truite pourrie en refusant d'admettre qu'il y a un problème. Le film est une satire de la classe moyenne dans l'Espagne franquiste.

## Fiche technique
- Titre : Las truchas
- Réalisation : José Luis García Sánchez
- Scénario : José Luis García Sánchez et Manuel Gutiérrez Aragón
- Photographie : Magín Torruella
- Pays de production : Espagne
- Format : Couleurs - Mono
- Date de sortie : 1978

## Distribution
- Héctor Alterio : Gonzalo
- Juan Amigo : Emiliano
- Ofelia Angélica
- Carmen Arévalo
- María Teresa Arteche
- Roberto Font : Sebastian
- Verónica Forqué

## Distinctions
- Ours d'or au festival de Berlin.